# Gewaltfreie Kommunikation
Die Gewaltfreie Kommunikation (kurz GFK; von englisch Nonviolent Communication, NVC) ist ein von Marshall B. Rosenberg entwickeltes Handlungskonzept mit dem Ziel, menschliche Beziehungen in einer Weise zu entwickeln, dass die Betroffenen spontan und gerne zum gegenseitigen Wohlergehen beitragen. Grundvoraussetzung hierfür ist Freiwilligkeit.
Der Kommunikationsfluss soll zu mehr Vertrauen und Freude am Leben führen. GFK kann in diesem Sinne sowohl bei der Kommunikation im Alltag als auch bei der friedlichen Konfliktlösung im persönlichen, beruflichen oder politischen Bereich hilfreich sein. Im Vordergrund steht nicht, andere Menschen zu einem bestimmten Handeln zu bewegen, sondern eine wertschätzende Beziehung zu entwickeln, die mehr Kooperation und gemeinsame Kreativität im Zusammenleben ermöglicht.

Manchmal werden auch die Bezeichnungen Einfühlsame Kommunikation, Verbindende Kommunikation, Wertschätzende Kommunikation, Sprache des Herzens oder Giraffensprache verwendet.

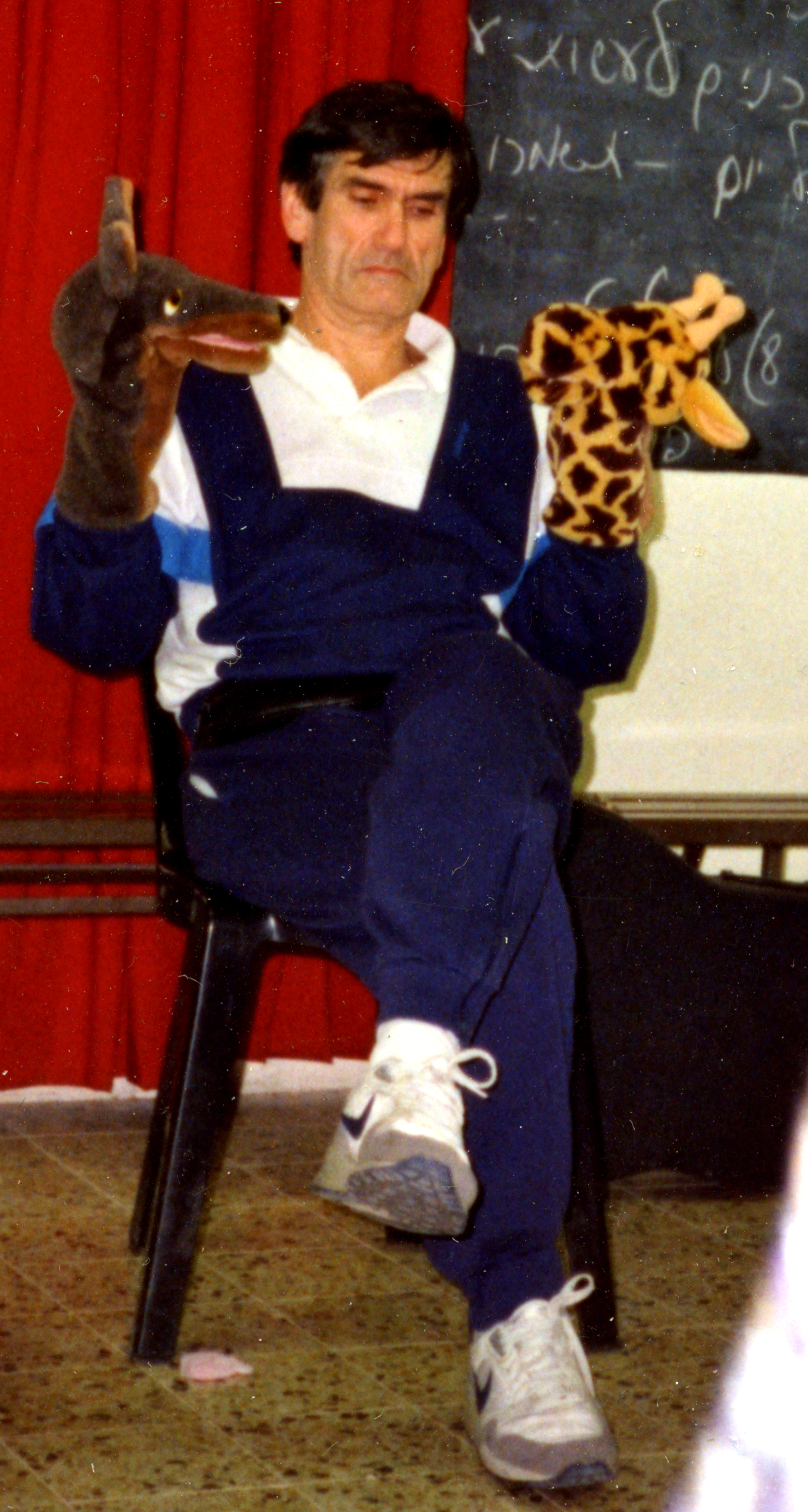
Marshall Rosenberg bei einem Workshop über Gewaltfreie Kommunikation mit Handpuppen Giraffe und Schakal, siehe unten (Israel 1990)

## Geschichte und Verbreitung
Rosenberg promovierte 1961 an der University of Wisconsin–Madison in klinischer Psychologie. Das Konzept der Gewaltfreien Kommunikation entstand aus seiner Auseinandersetzung mit der amerikanischen Bürgerrechtsbewegung in den frühen 1960er Jahren. 1963 begann er mit der Entwicklung des GFK-Prozesses. Er half dabei, die Rassentrennung an Schulen und Institutionen auf friedvollem Wege rückgängig zu machen. Seine ersten Veröffentlichungen zeigen die historische und theoretische Entwicklung des Modells auf. Die früheste Version des Modells (Beobachtungen, Gefühle, Bedürfnisse und handlungsorientierte Bitte) war Teil eines 1972 erstellten Handbuchs. Bereits 1970 war der Artikel „Application of Behavioral Science Principles at a Community Level“  (American Psychological Association) erschienen, gefolgt von „Community Psychology as Applied by a Clinician“ im Journal for Social Changes: Ideas and Applications im Jahr 1971. Diese beiden Veröffentlichungen geben Aufschluss über Rosenbergs frühe Einflüsse sowie seine Abkehr von der klinisch-psychologischen Praxis hin zu einer gemeinschaftsorientierten Arbeit.
Als er mit zunehmendem Erfolg mehr Menschen traf, die ihn auch finanziell unterstützen wollten, gründete er (zunächst aus steuerlichen Gründen) 1984 die Non-Profit-Organisation The Center for Nonviolent Communication (CNVC).
Rosenberg bot zeit seines Lebens Trainingskurse in Gewaltfreier Kommunikation in Schweden, der Schweiz, Italien, Deutschland, Israel, Dänemark, Polen, Ungarn, Malaysia, Indien, den USA und vielen weiteren Staaten an. Er war lange Zeit auch in Krisengebieten und ökonomisch benachteiligten Regionen wie Palästina, Serbien und Ruanda tätig und hatte über mehrere Jahre seinen Lebensmittelpunkt in der Schweiz. Bis zu seinem Tod im Februar 2015 verbrachte er seinen Lebensabend in Albuquerque (New Mexico, USA).
1994 haben serbische Pädagoginnen und Psychologen – unterstützt von UNICEF – ein dreibändiges Werk zum Erlernen Gewaltfreier Kommunikation nach Rosenbergs Methode für Kindergärten und Schulen entwickelt. Rosenberg entwickelte auch ein speziell auf Kinder zugeschnittenes Konzept des Lernens der GFK.
Das Konzept der GFK kann in vielen Bereichen verwendet werden, so etwa in Bildungseinrichtungen, Organisationen, Institutionen, privaten Beziehungen, Therapie, Beratung, Verhandlungen, Diplomatie und überall, wo Konflikte auftreten. Viele Coaching- und Mediations-Agenturen bieten Fortbildungen und Seminare zur GFK an und nutzen sie zur Bearbeitung von Konflikten.

## Theoretischer Hintergrund
Die GFK steht in der Tradition der klientenzentrierten Psychotherapie, die Rosenbergs Lehrer Carl Rogers entwickelte. Das aktive Zuhören steht bei Rogers im Mittelpunkt, die GFK geht jedoch über den gesprächstherapeutischen Rahmen hinaus. Beeinflusst ist die GFK auch von Mahatma Gandhi und seinen Überlegungen zur Gewaltfreiheit, Ahimsa genannt, die auf den Upanishaden, einer Sammlung philosophischer Schriften des Hinduismus, basieren. Viele Elemente der GFK finden sich auch in anderen Konfliktlösungstechniken, wie im Gütekraft-Konzept von Martin Arnold, der Mediation und den Win-Win-Strategien.

## Erläuterung des Konzepts von Rosenberg

### Grundannahmen

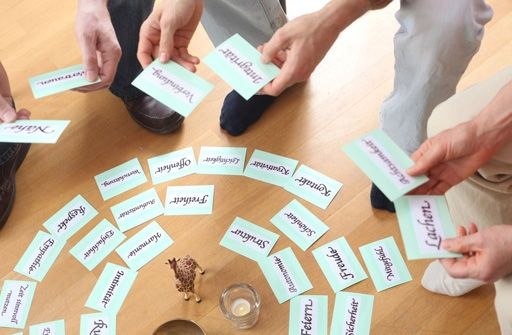
Karten mit menschlichen Grundbedürfnissen in den Händen von Übungsgruppenteilnehmern

Empathie ist nach Rosenberg eine Grundvoraussetzung gelingender Kommunikation. Er geht davon aus, dass die Form, in der Menschen miteinander kommunizieren, einen entscheidenden Einfluss darauf hat, ob sie Empathie für ihr Gegenüber entwickeln und ihre Bedürfnisse erfüllen können. Außerdem nimmt er an, dass Menschen unter freien Bedingungen die empathische Verbindung zum Mitmenschen suchen. Die GFK soll helfen, sich ehrlich und klar auszudrücken und empathisch zuzuhören. Sie ist auf die Bedürfnisse und Gefühle gerichtet, die hinter Handlungen und Konflikten stehen. Sie ist weniger als eine Kommunikations-Technik zu betrachten, sondern mehr als eine Bewusstwerdung über Möglichkeiten des empathischen Kontaktes. Dabei ist es prinzipiell nicht nötig, dass beide Kommunikationspartner GFK anwenden – auch wenn es, gerade für Anfänger oder in privaten menschlichen Beziehungen, sehr hilfreich ist, wenn beide wissen, wie viel Potenzial in der einfühlsamen Verbindung steckt. In der GFK ist die Empathie unter zwei Gesichtspunkten bedeutsam. Neben der Einfühlung in eine andere Person ist auch die Selbstempathie wichtig, um Klarheit in einer Situation zu erhalten und damit zu ermöglichen, Strategien zu finden, die der Bedürfniserfüllung auf allen Seiten dienen.
Rosenberg nimmt an, dass jeder Mensch gern bereit sei, etwas für einen anderen Menschen zu tun, sofern bestimmte Bedingungen erfüllt sind (z. B. die Anfrage als Bitte formuliert ist und nicht als Forderung, er nicht den Eindruck hat, dadurch eine Pflicht abzuarbeiten oder den anderen in eine Pflicht zu setzen und so weiter). Dieses Menschenbild geht auf die der humanistischen Psychologie entlehnte Haltung zurück, in einer schädigenden Aktion eines Individuums nicht den Ausdruck des inneren Wesens zu sehen, sondern die „fehlgeleitete“ Strategie eines eigentlich lebensdienlichen Impulses. Rosenberg bezieht sich besonders auf Carl Rogers. So nennt Rosenberg jede Form von Gewalt einen tragischen Ausdruck eines unerfüllten Bedürfnisses.

### Annahmen zur Konfliktentstehung

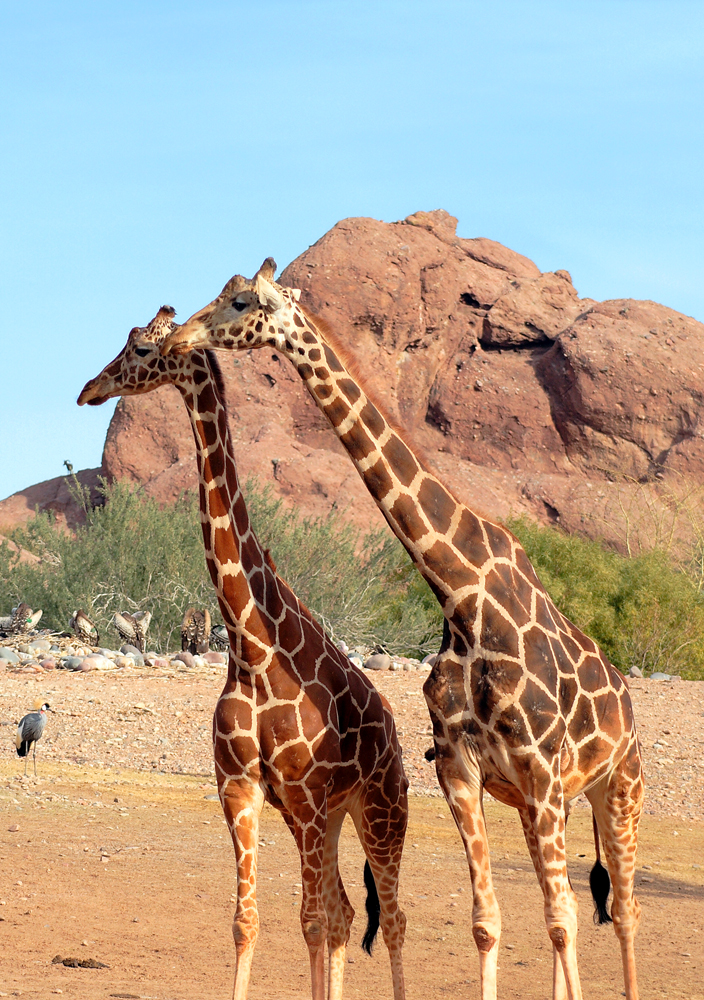
Die Giraffe ist das Symboltier für die Gewaltfreie Kommunikation. Der lange Hals soll die Weitsicht symbolisieren. Dass sie das größte Herz bei den Landsäugetieren habe, stehe für Mitgefühl.

Rosenberg nennt mehrere Auslöser, die zu Konflikten führen können:
- Statische Sprache: Laut Wendell Johnson entstünden Probleme beim Versuch, die sich ständig wandelnde Welt mit einer statischen Sprache zu beschreiben oder gar einzufangen. Rosenberg empfiehlt stattdessen eine prozessorientierte Sprache. Beobachtungen sollten „konkret bezogen auf die Zeit und den Handlungszusammenhang“ formuliert werden (S. 39). (Siehe auch: Konkretisierung und situativ variabler Attributionsstil)
- Verknüpfung von objektiver Beobachtung mit subjektiver Bewertung: Er trete nicht dafür ein, objektiv zu bleiben, sondern objektiv prüfbare Beobachtungen und subjektive Bewertungen zu trennen. (S. 37–40) Er schließe sich damit J. Krishnamurti an, nach dem die Fähigkeit, ohne Bewertung zu beobachten, die höchste Form menschlicher Intelligenz sei. (S. 40) (Siehe auch: Beobachtungssatz).
- Wünschen anstatt Kritik: „Und wenn Menschen etwas hören, das […] nach Kritik klingt, dann neigen sie dazu, ihre Energie in die Verteidigung oder in einen Gegenangriff zu stecken.“ (S. 62) Dadurch sinke die Bereitschaft, auf eine Bitte empathisch einzugehen.

Rosenberg unterscheidet zwei Arten zwischenmenschlicher Kommunikation, die Gewaltfreie Kommunikation und die lebensentfremdende Kommunikation. Zur spielerischen Veranschaulichung wird in Vorträgen und Seminaren dies auch als „Giraffensprache“ und „Wolfssprache“ bezeichnet, wobei im englischen Raum vom „Jackal“, also vom Schakal, gesprochen wird, der eine deutlich andere Lebensweise als der Wolf besitzt und ebenso wie die Giraffe in Afrika heimisch ist.

### Lebensentfremdende Kommunikation

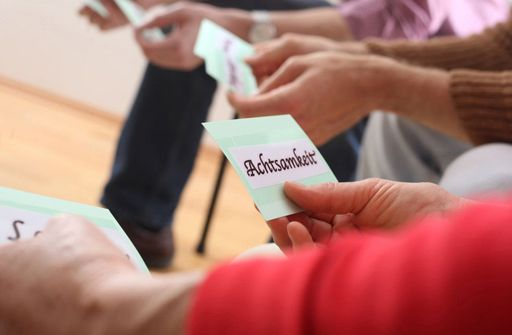
Bedürfniskarte mit dem Grundbedürfnis Achtsamkeit

Unter lebensentfremdender Kommunikation versteht Rosenberg Formen der Kommunikation, die Verbindungen zwischen Menschen blockieren und zu psychischer oder physischer Gewalt beitragen können. Lebensentfremdende Kommunikation sei gekennzeichnet durch folgende Eigenschaften:
1. Das (moralische) Urteilen über den Kommunikationspartner. Dazu gehört das Zuschreiben von Eigenschaften an die Person (z. B. „gut/böse“, „gerecht/ungerecht“, „gesund/krank“), auch wenn es implizit als Vermischung von Beobachtung und Bewertung geschieht. Eine Form der impliziten Verurteilung können als Gefühle dargestellte Bewertungen sein, zum Beispiel „ich fühle mich provoziert“. Hier wird der Kommunikationspartner indirekt als Provokateur bezeichnet. Wichtig ist, dass in der GFK Bewertungen nicht abgelehnt werden (ein häufiges Missverständnis). Es wird vielmehr als hilfreich angesehen, Handlungen anderer zwar zu bewerten, aber mit Bezug auf die eigenen Gefühle und Bedürfnisse und nicht mit Bezug auf moralische Kategorien.
2. Das Anstellen von Vergleichen: Dies ist nach Marshall Rosenberg eine weitere Form von Verurteilung.[8]
3. Das Leugnen der Verantwortung für eigene Gefühle und Handlungen, wie zum Beispiel in „Ich fühle mich so, weil du mich mies behandelst.“ Oder: „Ich musste das tun, der Chef hat’s angeordnet.“
4. Das Stellen von Forderungen anstatt von Bitten. Der Unterschied zwischen Bitte und Forderung liegt in der Konsequenz dessen, was passiert, wenn das Gegenüber das Ansinnen ablehnt.[7] Im Falle einer Ablehnung erlaubt die Bitte beim Gegenüber eine flexible Suche nach anderen Möglichkeiten des Entgegenkommens. Bei einer Forderung hingegen drohen Sanktionen. Dies muss nicht immer in Form von offensichtlichen Strafen geschehen, möglich ist auch die Erzeugung von Angst oder Schuldgefühlen beim Gegenüber (z. B. durch Schweigen oder Vorwürfe).

Um das Problem nicht fortzusetzen, wäre der Anspruch aus der Gewaltfreien Kommunikation, einen Menschen, der sich „lebensentfremdender Kommunikation“ bedient, nicht moralisch zu verurteilen. Auch hinter dieser Form der Kommunikation stehen unerfüllte Bedürfnisse, deren Wahrnehmung allerdings schwieriger sein kann.

### Grundmodell der GFK

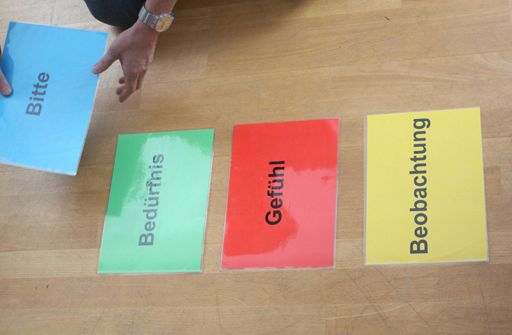
Karten mit den 4 Schritten der Gfk (in umgekehrter Reihenfolge) in Verwendung in einer Übungsgruppe

Die vier Schritte der GFK sind Beobachtung, Gefühl, Bedürfnis und Bitte
1. Beobachtung bedeutet, eine konkrete Handlung (oder Unterlassung) zu beschreiben, ohne sie mit einer Bewertung oder Interpretation zu vermischen. Es geht hierbei darum, die Bewertung von der Beobachtung zu trennen, so dass das Gegenüber Klarheit darüber erhält, worauf man sich bezieht. Diese Unterscheidung ist zentraler Bestandteil der GFK, da sie Missverständnisse und Konflikte reduziert. Studien haben gezeigt, dass bewertende Aussagen oft als Vorwürfe interpretiert werden, was zu defensivem Verhalten führt.[10]
2. Die Beobachtung löst ein Gefühl aus, das im Körper wahrnehmbar ist und mit einem Bedürfnis (oder mehreren) in Verbindung steht. Die GFK legt besonderen Wert darauf, Gefühle präzise zu benennen, da dies die Grundlage für eine tiefere emotionale Verbindung darstellt. Die Fähigkeit, Emotionen differenziert auszudrücken, ermöglicht eine respektvolle und konstruktive Kommunikation.
3. Bedürfnisse repräsentieren universelle Werte wie Sicherheit, Gemeinschaft und Anerkennung, die für alle Menschen von zentraler Bedeutung sind, wie zum Beispiel Sicherheit, Verständnis, Kontakt oder Sinn. Gefühle sind laut GFK eine Art Indikator bzw. Ausdruck dessen, ob ein Bedürfnis gerade erfüllt ist oder nicht. Für den einfühlsamen Kontakt sind Bedürfnisse sehr wichtig, da sie den Weg zu einer kreativen Lösung weisen, die für alle Beteiligten passt.
4. Auf Grundlage dieser Erkenntnisse formuliert man schließlich eine Bitte, die im Hier und Jetzt umsetzbar ist. Um sie möglichst erfüllbar zu machen, lassen sich Bitten und Wünsche unterscheiden: Bitten beziehen sich auf Handlungen im Jetzt, Wünsche dagegen sind vager, beziehen sich auf Zustände („sei respektvoll“) oder auf Ereignisse in der Zukunft. Erstere sind leichter zu erfüllen, haben deshalb auch mehr Chancen auf Erfolg. Rosenberg schlägt außerdem vor, Bitten in einer „positiven Handlungssprache“ zu formulieren – d. h. zu sagen, was man will, statt was man nicht will. Man kann unterscheiden zwischen einer Handlungsbitte (beispielsweise darum, die Geschirrspülmaschine auszuräumen) und einer Beziehungsbitte (beispielsweise um eine Beschreibung der eigenen Empfindungen).

Rosenberg fasst die Schritte der GFK in folgendem Satz zusammen:
„Wenn ich a sehe, dann fühle ich b, weil ich c brauche. Deshalb möchte ich jetzt gerne d.“
a … Beobachtung; b … Gefühl; c … Bedürfnis; d … Bitte
Dieses Formulierungsmuster soll dem Sprecher helfen, nicht in die lebensentfremdende Kommunikation zu verfallen, sondern die vier Schritte der GFK anzuwenden und somit leichter eine Verbindung zu seinem Gegenüber aufbauen zu können. Es dient als praktisches Werkzeug, um die Komplexität von Kommunikationsprozessen zu strukturieren und sicherzustellen, dass die eigene Botschaft klar und wertschätzend bleibt.
Auch als Haltung für das empathische Zuhören empfiehlt Rosenberg, aus dem, was der andere sagt, diese vier Informationen herauszufiltern, da sie in der Regel das Herz der Botschaft darstellen. Zur Überprüfung, ob seine Deutung stimmt, kann der Zuhörende anbieten, was er in Form der vier Schritte hört („Fühlst du …, weil dir … wichtig ist?“). Das kann auch hilfreich sein, wenn der Sprecher durch dieses Spiegeln selber mehr Klarheit darüber gewinnt, was er eigentlich ausdrücken will. Das ausgesprochene und stille empathische Zuhören ist ein wesentlicher Aspekt der Anwendung von GFK.
Das formale Grundmodell ist nach Rosenberg eine Art Übergangshilfe für die Schulung der Aufmerksamkeit, nicht jedoch ein Ersatz für die Alltagssprache. Es ist keine starre Struktur, sondern ein flexibles Werkzeug, das je nach Kontext und Gesprächspartner angepasst werden kann. Mit zunehmender Übung wird die GFK zu einem natürlichen Bestandteil des kommunikativen Verhaltens.
Wenn eine Problemlösung im Gespräch nicht möglich ist und zur Setzung von Grenzen führt, spricht Rosenberg von der schützenden Anwendung von Macht, die er von der strafenden Anwendung unterscheidet. Während letztere den Fokus darauf richtet, menschliches Verhalten auf Basis von Selbsthass zu ändern, geht es bei ersterer darum, weitere Verletzungen zu verhindern und für Schutz zu sorgen, aus dem heraus überhaupt erst wieder die Bereitschaft entstehen kann, erneut in Kontakt zu treten.

### Grundmodell in einem Beispiel
Formale Gewaltfreie Kommunikation, lebensentfremdende Kommunikation und eine mögliche empathische Reaktion darauf am Beispiel einer schmutzigen WG-Küche.
|             | Gewaltfreie Kommunikation | Lebensentfremdende Kommunikation | Empathische Reaktion auf lebensentfremdende Kommunikation                   |
| ----------- | --- | --- | --------------------------------------------------------------------------- |
| Beobachtung | Konkrete Handlungen, die wir beobachten und die unser Wohlbefinden beeinträchtigen. - „In der letzten Woche hast du dein Geschirr dreimal nach dem Essen auf die Spüle gestellt, und es stand dort jeweils bis zum Morgen. Dann habe ich es abgespült.“                          | Beobachtung und Bewertung werden vermischt. - „Du verhältst dich in der Küche total schlampig!“ | „Du hast wiederholt dreckiges Geschirr vorgefunden?“                        |
| Gefühl      | Die Gefühle werden mit dem in Verbindung gebracht, was wir beobachten. - „Ich bin frustriert …“ | Keine Erläuterung über Zusammenhang der Situation mit dem Gefühl, sondern: Eine Interpretation wird als Gefühl geäußert. Schuldzuweisungen, Vorwürfe, Pauschalisierungen. - „Ich fühle mich provoziert, es ist dir total egal, dass hier so ein Dreck ist.“ | „Bist du frustriert …?“                                                     |
| Bedürfnis   | Bedürfnisse, aus denen Gefühle entstehen, werden betrachtet und mitgeteilt. - „… da ich, wenn ich in das Haus komme, eine Ordnung vorfinden möchte, die mir ein Entspannen möglich macht.“                                                                                       | Das Bedürfnis wird nicht (klar) geäußert, stattdessen wird der andere moralisch verurteilt. - „Du bist schlampig.“ | „… weil du dir mehr Unterstützung wünschst?“                                |
| Bitte       | Um eine konkrete Handlung wird gebeten – auch Nichterfüllung ist in Ordnung. - „Sage mir bitte, ob du bereit bist, dein Geschirr gleich nach dem Essen abzuspülen oder gemeinsam mit mir nach einem Weg zu suchen, wie unser beider Bedürfnis nach Ordnung erfüllt werden kann.“ | Es wird eine Forderung gestellt. Bei Nichtbeachtung drohen Sanktionen. - „Wenn es in zwei Wochen nicht sauber ist, dann schmeiß’ ich dein Geschirr weg!“ | „Wünschst du dir, dass wir eine konkrete Absprache über das Spülen machen?“ |

## Grenzen der GFK
Nach Rosenberg ist die wichtigste Grenze der GFK die „individuelle Entwicklung“ des Anwenders, die Zeit und Energie braucht. Beispielsweise können bestimmte Bereiche des Lebens sehr mit Angst oder bestimmten Vorstellungen besetzt sein, so dass ein offenes Besprechen der Gefühle und Bedürfnisse sehr viel Mut kosten würde. Wie viel Bereitschaft der Einzelne dazu hat, diesen Mut aufzubringen, hängt dann davon ab, wie er sich und seine Bedürfnisse bis zu diesem Zeitpunkt erlebte, was ein Merkmal genereller Entwicklung des Menschen darstellt. Der Prozess der GFK selbst braucht ebenfalls Zeit und die Bereitschaft eines Gegenübers, diese Zeit zu investieren. Zeit, Bereitschaft und Mut dazu sind aber insbesondere in Machtsituationen oft nur einseitig vorhanden.

## Kritik
Wird die Gewaltfreie Kommunikation als „Allheilmittel“ zur Schlichtung von evidenten Konflikten gesehen, steht die Methode immer wieder in der Kritik. „Während Rosenbergs Hinweise für alltägliche Konflikte zwischen Einzelpersonen und in Gruppen möglicherweise hilfreich sein mögen, gerät GFK in der Arbeitswelt zur Farce, wenn es an der erforderlichen inneren Haltung fehlt. Gerade dort entpuppt sich hinter der vermeintlich empathischen Hülle schnell ein Wolf im Giraffenkostüm“, schreibt Sebastian Friedrich in der politischen Monatszeitung ak und verweist auf die Anwendung von GFK zur Durchsetzung betriebswirtschaftlicher Forderungen.
Auf der anderen Seite ersetze in linken Gruppen die Diskussion über das „Wie“ häufig das „Was“, so Friedrich. „Empathisch und gewaltfrei entbrennt schnell eine Debatte darüber, wie über ein Argument diskutiert werden soll.“ Die Methode würde auch als Machtinstrument eingesetzt; eine zur Schau gestellte Wertschätzung ersetze die Bewertung. „Alles gilt als verhandelbar, wer nicht bereit ist zur Metareflexion, gilt als unempathisch, gar als gewaltvoll, wer ein Urteil fällt, wer nicht permanent darauf hinweist, er oder sie spreche jetzt aus rein subjektiver Perspektive, wer nicht jeden zweiten Satz mit ‚Meiner Meinung nach‘ oder ‚Ich habe das Gefühl, dass‘ einleitet, dem wird Nachhilfe in GFK verordnet.“

## Alternative Begriffe
Marcelle Bélanger, Trainerin in Quebec, spricht lieber von „bewusster Kommunikation“, die besser das dahinter stehende Konzept widerspiegelt. Ihrer Meinung nach ist der Begriff „gewaltfreie Kommunikation“ ungeeignet:

„Wenn man ‚gewaltfreie Kommunikation‘ hört, fühlen sich Menschen persönlich angegriffen, als ob man ihnen Gewalt vorwerfen würde! Es eignet sich nicht gut zum Kommunizieren.“

Auch einige Leute, die den Begriff „gewaltfreie Kommunikation“ in Frage stellen, ziehen es vor, ihn „das zu nennen, was er ist“, anstatt „das, was er nicht ist“, und verwenden daher gerne Begriffe wie „durchsetzungsstarke, wertschätzende oder auch effektive Kommunikation“, wobei die Idee darin besteht, die Intention der GFK auf das zu lenken, was sie fördern, anstatt auf das, was sie nicht fördern will.
Ein ähnliches Konzept ist das von dem US-amerikanischen Psychologen und Transaktionsanalytikers Claude Steiner entwickelte  Trainingsprogramm der Emotionalen Kompetenz, d. h. „die Bewusstheit der Emotionen und der stimmige Umgang mit den Gefühlen und Affekten“ um „zerstörerische Machtspiele zu vermeiden, das Selbst-Empowerment zu fördern und im respektvollen Miteinander zu leben und zu arbeiten“.